# Tramway d'Oradea
Le tramway d'Oradea est le réseau de tramway desservant la ville roumaine d'Oradea.

## Réseau actuel

### Aperçu général

#### Ligne 1N
La ligne 1N (ou "1 Noire") est longue de 16,143 km.
| Ligne 1 Noire (1N) | Retour |
| --- | --- |
| - Sinteaza Alumina Hypermarket PIC Electrocentrale Sogema Master Fabrica de zahăr Pod C.F.R. Dacia – Pasaj Piaţa Rogerius Corneliu Coposu Parc Olosig Bulevardul Dacia Piaţa Decebal - Pod Decebal | - Biserica Emanuel Universitatea Partium Piaţa Unirii Piaţa 1 Decembrie Emanuil Gojdu General Magheru Magazinul Crişul Gara Centrală Stadion Parc Olosig Corneliu Coposu Piaţa Rogerius Dacia – Pasaj - Pod C.F.R |

#### Ligne 1R
La ligne 1R (ou "1 Rouge") est longue de 16,143 km.
| Ligne 1 Rouge (1R) | Retour |
| --- | --- |
| - Sinteaza Alumina Hypermarket PIC Electrocentrale Sogema Master Fabrica de zahăr Pod C.F.R. Dacia – Pasaj Piaţa Rogerius Corneliu Coposu Parc Olosig Stadion Gara Centrală - Magazinul Crişul | - General Magheru Emanuil Gojdu Piaţa 1 Decembrie Piaţa Unirii Universitatea Partium Biserica Emanuel Pod Decebal Piaţa Decebal Bulevardul Dacia Parc Olosig Corneliu Coposu Piaţa Rogerius Dacia – Pasaj - Pod C.F.R |

#### Ligne 2
La ligne 2 est longue de 14,457 km.
| Ligne 2 | Retour |
| --- | --- |
| - Nufărului Ciheiului Lotus Dimitrie Cantemir Muntele Găina Piaţa Cetăţii Emanuil Gojdu Piaţa 1 Decembrie Piaţa Unirii Universitatea Partium Biserica Emanuel Abatorului Aviatorilor Piaţa Ghioceilor - Lipovei | - Haţegului Lipovei Piaţa Ghioceilor Aviatorilor Abatorului Biserica Emanuel Universitatea Partium Piaţa Unirii Piaţa 1 Decembrie Piaţa Cetăţii Muntele Găina Dimitrie Cantemir Lotus Ciheiului - Nufărului |

#### Ligne 3N
La ligne 3N (ou "3 Noire") est longue de 13,764 km.
| Ligne 3 Noire (3N) | Retour |
| --- | --- |
| - Nufărului Ciheiului Lotus Dimitrie Cantemir Muntele Găina Piaţa Cetăţii Emanuil Gojdu Piaţa 1 Decembrie Piaţa Unirii Universitatea Partium Biserica Emanuel Pod Decebal - Piaţa Decebal | - Bulevardul Dacia Parc Olosig Stadion Gara Centrală Magazinul Crişul General Magheru Piaţa 1 Decembrie Piaţa Cetăţii Muntele Găina Dimitrie Cantemir Lotus Ciheiului - Nufărului |

#### Ligne 3R
La ligne 1R (ou "1 Rouge") est longue de 13,764 km.
| Ligne 3 Rouge (3R) | Retour |
| --- | --- |
| - Nufărului Ciheiului Lotus Dimitrie Cantemir Muntele Găina Piaţa Cetăţii General Magheru Magazinul Crişul Gara Centrală Stadion Parc Olosig - Bulevardul Dacia | - Piaţa Decebal Pod Decebal Biserica Emanuel Universitatea Partium Piaţa Unirii Piaţa 1 Decembrie Piaţa Cetăţii Muntele Găina Dimitrie Cantemir Lotus Ciheiului - Nufărului |

### Matériel roulant
115 rames circulent sur le réseau.
- 44 Tatra T4 + 43 B4
- 18 Tatra KT4D
- 10 Siemens ULF A1